# Элье, Луи-Пьер
Луи-Пьер Элье (фр. Louis-Pierre Hélie, род. 1 января 1986 года, Бертьевилль (Berthierville), Квебек, Канада) — канадский горнолыжник, участник олимпийских игр 2010 года в Ванкувере.

## Спортивная карьера
Луи-Пьер Элье принимал участие в чемпионатах мира по горным лыжам среди юниоров в 2005 и 2007 году, где выступал в супергиганте (2005, 2007) и скоростном спуске (2007). В сезоне 2008—2009 года дебютировал на этапе кубка мира, заняв 33-е место в скоростном спуске в Венгене (Швейцария).
Призёр нескольких этапов северо-американского кубка. На олимпийских играх Луи-Пьер Элье дебютировал в 2010 году, где стартовал в суперкомбинации.

## Увлечения
Луи-Пьер Элье увлекается мотокроссом и гольфом. По его собственному утверждению, если бы он не занимался горными лыжами, то стал бы архитектором или инженером. Спортивным кумиром Элье является Альберто Томба. Перед стартом Луи-Пьер Элье всегда широко улыбается — это его предстартовый ритуал.